# 比特费尔德
比特费尔德（德語：Bitterfeld，發音：[ˈbɪtɐfɛlt] ⓘ）是德国萨克森-安哈尔特州曾经的一个市镇，面积27.85平方千米，2008年6月30日人口为15,376人。2007年7月1日，比特费尔德与市镇沃尔芬合并为新市镇比特费尔德-沃尔芬。